# Understanding in a Car Crash
«Understanding in a Car Crash» es el primer sencillo de la banda estadounidense de post-hardcore Thursday en su segundo álbum Full Collapse. Durante la gira de la banda con Saves the Day sin el consentimiento del Thursday. El video musical ganó la rotación en MTV2 y MMUSA en su lanzamiento a principios de 2002. El simple escenas de los conciertos características de presentación de los resultados de la canción con disparos en cascada en la parte superior de uno al otro.
"Understanding" ha seguido siendo quizá la canción más conocida de la banda y un elemento básico de conciertos. Por lo general se lleva a cabo junto con "The Other Side of the Crash/Over and Out (Of Control)", una canción del álbum de 2006, A City by the Light Divided, que le dice al otro lado de la misma historia.

## Música y letra
"La comprensión en un accidente automovilístico" es un buen ejemplo de estilo de emocionales, letras poéticas e instrumentación emparejado con gritos intensos de copia de seguridad y pesadas del jueves acordes , y la fuerte percusión. Se inicia rápidamente a juego con trampa golpea seguido inmediatamente por un conjunto lleno dirigido por un vertiginoso guitarra principal y platillos introducción -crashing. A medida que comienza el verso, un riff de plomo sombría se hace cargo respaldó un ritmo constante, crooning el bajo , y voces limpias, melódicas que detalla las secuelas física inmediata de un accidente de coche. El coro vuelve a la pesadez de introducción con agresivos, agrietados coros, intensa tambores y guitarras torbellino.
Líricamente, "entendimiento" se refiere a los jóvenes comprender y tratar de olvidar el trágico recuerdo de un accidente de automóvil con líneas metafóricos como "The Spinning tapacubos ajustar el tempo de la música de la ventana rota." También hace referencia directa a Neil Young de " La aguja y el daño causado ."

## Créditos
- Geoff Rickly, voces
- Tom Keeley, guitarra, voces
- Steve Pedulla, guitarra, voces
- Tim Payne, bajo
- Tucker Rule, batería